# Davîdenkî, Lubnî
Davîdenkî (în ucraineană Давиденки) este un sat în comuna Horoșkî din raionul Lubnî, regiunea Poltava, Ucraina.